# Polynema ciliatum
Polynema ciliatum är en stekelart som först beskrevs av Thomas Say 1829.  Polynema ciliatum ingår i släktet Polynema och familjen dvärgsteklar. Inga underarter finns listade i Catalogue of Life.